# Иваньково (Чертковское сельское поселение)
Иваньково — деревня в Селивановском районе Владимирской области России, входит в состав Чертковского сельского поселения.

## География
Деревня расположена на берегу реки Мотра в 5 км на север от центра поселения деревни Чертково и в 25 км на северо-восток от райцентра — Красной Горбатки.

## История
В конце XIX — начале XX века деревня входила в состав Павловской волости Вязниковского уезда, с 1926 года — в составе Сергиево-Горской волости. В 1859 году в деревне числилось 46 дворов, в 1905 году — 90 дворов, в 1926 году — 128 дворов.
С 1929 года деревня являлась центром Иваньковского сельсовета Селивановского района, с 1940 года — в составе Чертковского сельсовета, с 2005 года — в составе Чертковского сельского поселения.

## Население
| 1859 | 1905 | 1926 | 2002 | 2010 | 2021 |
| ---- | ---- | ---- | ---- | ---- | ---- |
| 307  | ↗592 | ↗660 | ↘123 | ↘57  | ↗60  |